# Ablerus novicornis
Ablerus novicornis är en stekelart som beskrevs av Girault 1931. Ablerus novicornis ingår i släktet Ablerus och familjen växtlussteklar. Inga underarter finns listade i Catalogue of Life.